# Império Pala
O Império Pala foi um império budista do Índia Antiga. Seu nome provém da dinastia que o liderava, cujos governantes tinham nomes que terminam com o sufixo -pala (que significa "protetor" em prácrito). O reino era centrado em torno do que atualmente é o Bangladexe e o leste da Índia. Os Palas inauguraram um período de estabilidade e prosperidade na região do Bengala. Eles eram seguidores das escolas Maaiana e Vajraiana do budismo e criaram muitos templos e obras de arte, como o Somapura Maaviara, considerado Patrimônio Mundial pela UNESCO. As universidades de renome de Nalanda e Vicramaxila floresceram sob seu patrocínio.
A influência comercial e cultural dos Palas chegou longe, com redes de comércio e contatos intelectuais que passavam através dos Himalaias até o Sudeste Asiático. Os árabes registraram-os como os governantes mais benévolos da Índia. Gopala I, o primeiro governante da dinastia, chegou ao poder durante os anos 750 em uma eleição entre governantes regionais. Os Palas foram a última grande dinastia budista a governar o Sul da Ásia.